# Dulnain Bridge
Dulnain Bridge (Schots-Gaelisch: Drochaid Thulnain) is een dorp ongeveer 5 kilometer ten zuidwesten van Grantown-on-Spey in de Schotse lieutenancy Inverness in het raadsgebied Highland met 129 inwoners.

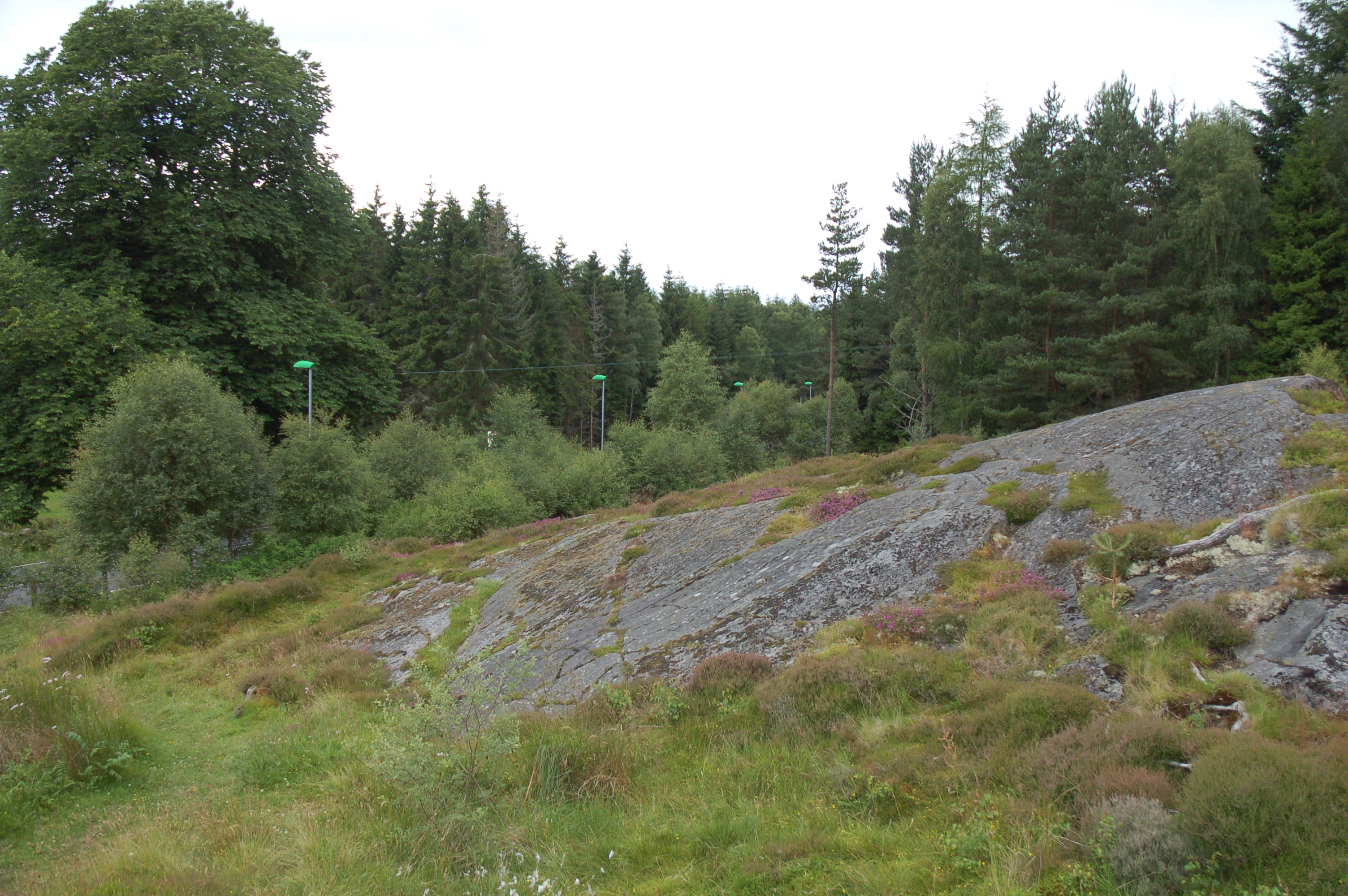
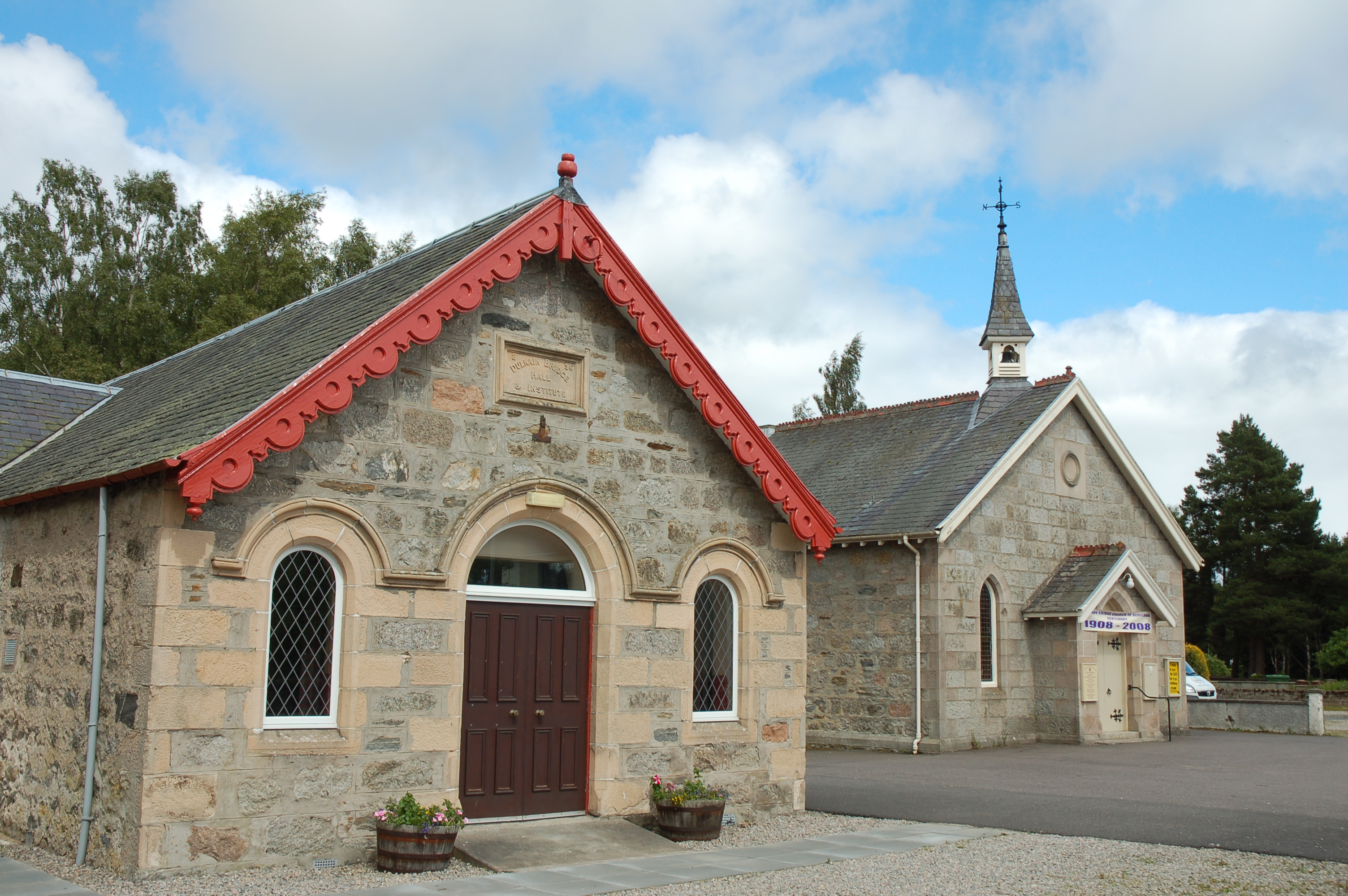